# Jakub Nakcjanowicz
Jakub Nakcjanowicz, także Nakcyanowicz (ur. 1 maja 1725 na Białorusi, zm. 1777 w Wilnie) – polski duchowny katolicki, jezuita, wykładowca szkół zakonnych, autor podręcznika matematyki.

## Życiorys
Wstąpił do zakonu jezuitów (prowincji litewskiej) w sierpniu 1742. Odbył studia filozoficzne w Połocku i teologiczne w Wilnie, w 1754 w Wilnie otrzymał święcenia kapłańskie. Był prefektem Seminarium Diecezjalnego w Wilnie, w roku szkolnym 1757/1758 wykładał matematykę w seminarium w Iłłukszcie, od 1758 matematykę i filozofię w Wilnie. Pozostawał z Wilnem związany do końca życia, poza kilkuletnimi przerwami na pracę nauczycielską w Nowogródku (1766–1768) i Grodnie (gdzie w latach 1771–1773 był profesorem teologii dogmatycznej i prawa kanonicznego). Wydał w Wilnie podręcznik matematyki Praelectiones mathematicae (dwie części, 1759 i 1761) oraz dziełko filozoficzne Propositiones philosophicae (1765). Kierował wileńskim obserwatorium astronomicznym (1758–1764), był prefektem bursy muzycznej (1768/1769) oraz asystentem Wydziału Teologicznego. Na Akademii Wileńskiej uzupełniał wykształcenie tytułem magistra filozofii i nauk wyzwolonych (1759) oraz doktoratem z prawa kanonicznego (1773), w 1773 był dziekanem Wydziału Teologicznego.
Pozostał w Wilnie także po kasacie zakonu (1773), był proboszczem kaplicy Bożego Ciała.